# Carmen Arozena
Carmen Arozena Rodríguez (Santa Cruz de La Palma, isla de La Palma; 1917 - Madrid, 1963) fue una pintora y grabadora española. En 1935 realizó sus primeros estudios de pintura en la Escuela de Artes y Oficios de su ciudad natal. Posteriormente en 1929 se trasladó a Madrid con su familia donde se graduó en la Escuela Superior de Bellas Artes de San Fernando (1946), especializándose en grabado de reproducción, grabado original  y estampación. Gracias a una beca del Instituto Francés, estudió en París con el maestro del grabado inglés Stanley William Hayter, y su famoso Atelier 17.

## Vida profesional

### Exposiciones
- 1955: Hogar Canario de Madrid.
- 1956: Círculo Femenino de Cultura Hispánica de La Paz (Bolivia).
- 1957: Primera Exposición Internacional de Grabado Contemporáneo (Chile).
- 1957: Dirección General de Bellas Artes de Madrid (junto a Begoña Izquierdo).
- 1958: Exposición de pinturas. Embajada Española, París.
- 1958: Quinta Muestra Internacional de Blanco y Negro. Lugano, Suiza.
- 1958: Muestra Internacional de Grabado. Yugoslavia.
- 1958: Muestra Hispanoportuguesa. Portugal.
- 1963: Galería Abril. Madrid.
- Gran parte de su obra figura en colecciones privadas nacionales y extranjeras, así como en el Museo de Arte Contemporáneo de Madrid.

“A lo largo de su vida, la artista palmera alcanzó gran notoriedad en la técnica del grabado, llegando a concebir un procedimiento propio que facilitaba la creación en cualquier tamaño, así como variaciones con una sola plancha y la unión de dos o más planchas en un solo grabado”. 
“Entre la selva anodina de los grabadores rutinarios, Carmen Arozena fue otra de las que se distinguieron por un personal y renovador sentido del oficio”.
Carmen decía “que pintaba sin concesiones a la galería, con fidelidad a los principios técnicos y a sus estudios”, sus grabados son únicos debido a las variantes introducidas en cada estampa, a la introducción del color y por el procedimiento de estampación empleado que no llegó a patentar ni desvelar ya que decía que si ella había llegado al descubrimiento de este procedimiento otros también podrían hacerlo, -“que investiguen igual que lo hice yo”-, decía.

## Méritos y reconocimientos
- 1959: Agrupación Española de Artistas Grabadores. XI Salón de Grabado (Madrid): Premio de grabado.
- 1960: Exposición Nacional de Bellas Artes (Madrid): Tercera Medalla de Grabado.
- 1963: Exposición antológica, póstuma, de su obra (Dirección General de Bellas Artes, Madrid).
- 2008-2009: Exposición homenaje, itinerante. “Premio Carmen Arozena. Una Antología 1973-2008”. Santa Cruz de La Palma (La Palma)/ La Oliva (Fuerteventura)/Arrecife (Lanzarote)/Las Palmas (Gran Canaria).

## Premio Internacional de Grabado “Carmen Arozena
A raíz de su prematuro fallecimiento, se creó desde el Cabildo Insular de La Palma, en 1973, y, posteriormente el apoyo de la galería Brita Prinz Art, un premio internacional de grabado, por el que han sido reconocidos artistas de los cinco continentes:

### Ganadores del Premio Internacional de Grabado Carmen Arozena
- Vinicius Libardoni. 2019 XLVII
- Trajanowska, Anna. 2018. XXXXVI.
- Kajaree, Warranutchai. 2017. XXXXV
- Delekta, Pawel. 2016. XXXXIV
- Díez Muñoz, María del Carmen. 2015. XXXXIII
- Szplit, Magda. 2014. XXXXII
- Sakuta, Tomiyuki. 2013. XXXXI
- Agustí, Eugènia. 2012. XXXX.[6]
- Angulo, Rafael. 2008. XXXVI.
- Araujo, Iván. 1996. XXIV.
- Aroca García, Jesús. 1998. XXVI.
- Aziz, Abouali. 1976. IV.
- Barajas, Andrés. 1986. XIV.
- Blasbalg, Silvana. 2006. XXXIV.
- Berriobeña, Ignacio. 1975. III.
- Bellver, Fernando. 1982. X.
- De Roux, Monique. 1980. VIII.
- Díaz Martín, Santos. 1977. V.
- Díez Muñoz, María del Carmen. 2015. XXXXIII
- Fernández-Arango, Alejandro. 2003. XXXI.
- Fernández Redruello, Fernando. 1979. VII.
- Gálvez García, Dolores. 2000. XXVIII.
- Gómez Valverde, Raúl. 2010. XXXVIII.
- Gonçalvez, Carlos. 1989. XVII.
- González Pastor, Esther. 1991. XIX.
- González Villar, Carlos. 1990. XVIII.
- Gotleyb, Leonardo. 1993. XXI.
- Grifol, Pedro. 1994. XXII.
- Higuera, Sonia. 2004. XXXII.
- Insúa Lintridis, Lila. 1999. XXVII.
- Jiménez Moreno, Elena. 2002. XXX.
- Kabir, Shahid. 1984. XII.
- Kaki, Jafar T. 1997. XXV.
- Kocí, Richard. 1985. XIII.
- Marcoida, Antonio. 1973. I.
- Marcos Crehuet, Benito. 1988. XVI.
- Maréchal, François. 1978. VI.
- Menéndez, Rogelio. 2007. XXXV.
- Monir (Monirul Islam). 1974. II.
- Moros, Jacinto. 2009. XXXVII.
- Muñoz Gonzalo, Blanca. 1992. XX.
- Parra Molina, Isidro. 1987. XV.
- Pérez Gil, Javier. 2005. XXXIII.
- Pérez Vicente, María José. 1995. XXIII.
- Piquer Garzón, Alfredo. 1981. IX.
- Pividal García, Javier. 2011. XXXIX.
- Rojo de Castro, María Luisa. 1983. XI.
- Sakuta, Tomiyuki. 2013. XXXXI.[7]
- Szplit, Magda. 2014. XXXXII.[8]
- Villalpando, Juan Pablo. 2001. XXIX.